# Иван Гилев
Иван Аргиров Гилев е български революционер, деец на Вътрешната македоно-одринска революционна организация.

## Биография
Иван Гилев е роден в 1867 година в костурското село Вишени, тогава в Османската империя. Влиза във ВМОРО и работи като легален член на ВМОРО и организатор във Вишени. В 1895 година при обиск в къщата му е арестуван и лежи два месеца в Костурския затвор, където е подложен на изтезания. Освободен е с подкуп. В 1898 и 1903 година, като четник в сборната чета във Вишенския революционен участък, под ръководството на Лазар Поптрайков и Кольо Рашайков участва няколко наказателни акции срещу турски злодеи и предатели на българското население. Убити са Абедин бег и Юсуф бег от Костур, Касъм бег от Билища и други. Участва в Илинденското въстание. При потушаването на въстанието Вишени е изгорено, като изгаря и къщата му, а баща му е убит.
След въстанието Гилев е ръководител на Революционната организация във Вишени. В 1906 година е арестуван в Солун и изтезаван два месеца в Солунския затвор. Освободен е по отсъствие на доказателства. На 26 май 1908 година андартският капитан Георгиос Диконимос – Макрис заедно с Панайотис Лазопулос напада Вишени и убива 9 жени и 4 мъже, включително стрина му Мара П. Гилева и дъщеря ѝ Сия. 
След като Вишени попада в Гърция вследствие на Балканските война, в 1914 година, поради тормоз от страна на гръцките андарти, бяга в Свободна България, като имотите му са конфискувани. Установява се във Варна, където е активист на Варненското македонско благотворително братство. На 15 март 1925 година е избран за член на настоятелството на Братството. На 7 март 1926 година е избран за подпредседател.
На 5 март 1943 година, като жител на Варна, подава молба за българска народна пенсия, която е одобрена и пенсията е отпусната от Министерския съвет на Царство България.